# Championnats ibéro-américains d'athlétisme 1983
Navigation
Édition suivante
La 1re édition des Championnats ibéro-américains d'athlétisme s'est déroulée du 23 au 25 septembre 1983 au stade Terrahima de Barcelone, en Espagne.

## Participants
143 athlètes (86 hommes et 57 femmes) participent à ces premiers championnats ibéro-américains.
Ils représentent 18 pays, sur les 22 membres de la toute récente Association ibéro-américaine d'athlétisme (AIA) créée en 1982 et présidée par l'Espagnol Juan Manuel de Hoz, qui restera à la tête de l'AIA jusqu'à sa mort en 2008.
| Amérique centrale et Caraïbes                                                                        | Amérique du Sud                                                                | Europe               |
| --- | ------------------------------------------------------------------------------ | -------------------- |
| - Costa Rica - Cuba - République dominicaine - Guatemala - Honduras - Mexique - Nicaragua - Salvador | - Argentine - Bolivie - Brésil - Chili - Colombie - Paraguay - Pérou - Uruguay | - Espagne - Portugal |

## Faits marquants
La compétition voit un coude à coude des Cubains et des Espagnols. Finalement, c'est l'Espagne qui remporte le plus grand nombre de médailles (32 contre 24), mais Cuba termine première au tableau des médailles, grâce à 18 médailles d'or contre 10 pour le pays hôte.
Chez les hommes, les Cubains s'imposent en sprint et lancers, les Espagnols en demi-fond et fond.
Au saut en longueur, Jaime Jefferson s'impose pour trois centimètres seulement devant le recordman espagnol Antonio Corgos, tandis qu'à la marche le Colombien Querubín Moreno gagne avec une seconde d'avance face au Portugais José Pinto.
Le Cubain Luis Delís réalise un doublé poids-disque.
Chez les femmes, la Portugaise Aurora Cunha et la Cubaine Maritza Marten remportent deux titres, respectivement sur 1500 m et 3000 m, et la seconde sur le lancer du poids et du disque. Aux 100 m haies, la Cubaine Aveille s'impose devant l'Argentine Capostoto, qui bat le record sud-américain en 13 s 52.
Collectivement, Cuba obtient 9 titres sur les 15 mis en jeu, tandis que les Espagnoles obtiennent le plus grand nombre de médailles, mais seulement une d'or, au relais 4 × 100 m où les Cubaines ont lâché le témoin.
Comme chaque nation ne pouvait aligner qu'un seul représentant par discipline, plusieurs athlètes ont participé en tant qu'invités. C'est ainsi que l'Espagnol Carlos Sala a remporté le 110 m haies, mais hors concours.

## Résultats

### Hommes
| 100 m (Vent : +0,5 m/s) | José Isalgué 10 s 46                                                                      | Nelson dos Santos 10 s 54                                                                    | Ángel Heras 10 s 65                                                                 |
| 200 m (Vent : +0,1 m/s) | Tomás González 20 s 91                                                                    | Ángel Heras 21 s 09                                                                          | Evaldo Rosa 21 s 56                                                                 |
| 400 m | Lázaro Martínez 46 s 37                                                                   | Sérgio Menezes 47 s 28                                                                       | Isidoro Hornillos 48 s 12                                                           |
| 800 m | José Luis González 1 min 49 s 11                                                          | Carlos Cabral 1 min 49 s 32                                                                  | José Luiz Barbosa 1 min 50 s 02                                                     |
| 1 500 m | José Manuel Abascal 3 min 51 s 66                                                         | Hélder de Jesus 3 min 54 s 49                                                                | Hugo García 4 min 05 s 93                                                           |
| 5 000 m | Silvio Salazar 13 min 52 s 19                                                             | Ezequiel Canário 13 min 59 s 68                                                              | Cándido Alario 14 min 24 s 85                                                       |
| 10 000 m | Antonio Prieto 28 min 58 s 19                                                             | Fernando Miguel 30 min 58 s 12                                                               | William Aguirre 32 min 02 s 42                                                      |
| 110 m haies (Vent : +0,1 m/s) | Ángel Bueno 13 s 81                                                                       | Wellington da Nobrega 14 s 33                                                                | Rodrigo Casar 14 s 35                                                               |
| 400 m haies | José Alonso 50 s 08                                                                       | Frank Montiéh 50 s 81                                                                        | Ricardo Biojo 52 s 95                                                               |
| 3000 m steeple | Domingo Ramón 8 min 27 s 20                                                               | Emilio Ulloa 8 min 37 s 36                                                                   | Adauto Domingues 8 min 40 s 17                                                      |
| 4 × 100 m | Espagne Juan José Prado Juan Tolrá Ángel Heras Florencio Gascón 40 s 40                   | Cuba José Luis Isalgue Ángel Bueno Jaime Jefferson Tomás Pedro González 40 s 45              | Brésil José Luíz Barbosa Nelson dos Santos Sérgio Menezes Wellington Araújo 41 s 00 |
| 4 × 400 m | Cuba Tomás Pedro González Lázaro Martínez Frank Montiéh Julio Osvaldo Prado 3 min 07 s 05 | Brésil Evaldo Rosa da Silva José Luíz Barbosa Nelson dos Santos Sérgio Menezes 3 min 07 s 62 | Espagne Manuel González Benjamín González José Alonso Ángel Heras 3 min 08 s 17     |
| Marathon | Roberto García 2 h 24 min 32 s                                                            | Oscar Santos 2 h 33 min 41 s                                                                 | Carlos Orué 2 h 38 min 49 s                                                         |
| 20 km marche | Querubín Moreno 1 h 31 min 02 s                                                           | José Pinto 1 h 31 min 03 s                                                                   | Santiago Fonseca 1 h 34 min 19 s                                                    |
| Saut en hauteur | Jorge Alfaro 2,20 m                                                                       | Roberto Cabrejas 2,16 m                                                                      | Vítor Mendes 2,12 m                                                                 |
| Saut à la perche | Alberto Ruiz 5,20 m                                                                       | Manuel Miguel 4,50 m                                                                         | Claudio Escauriza 4,30 m                                                            |
| Saut en longueur | Jaime Jefferson 7,93 m                                                                    | Antonio Corgos 7,90 m                                                                        | António Vermelhudo 7,07 m                                                           |
| Triple saut | Lázaro Betancourt 16,04 m                                                                 | Alberto Santamaría 15,77 m                                                                   | Luís Azevedo 15,51 m                                                                |
| Lancer du poids | Luis Delís 18,69 m                                                                        | Martín Vara 17,19 m                                                                          | Gerardo Carucci 16,17 m                                                             |
| Lancer du disque | Luis Delís 65,24 m                                                                        | Sinesio Garrachón 55,88 m                                                                    | José Jacques 51,74 m                                                                |
| Lancer du marteau | Raúl Jimeno 69,36 m                                                                       | Genovevo Morejón 65,28 m                                                                     | Daniel Gómez 55,78 m                                                                |
| Lancer du javelot | Ramón Ángel Garmendia 72,00 m                                                             | Carlos Cunha 69,94 m                                                                         | Juan Rosell 68,46 m                                                                 |
| Records et Performances - AR : Record continental (area record) - CR : Record des championnats (championship record) - MR : Record du meeting (meet record) - NR : Record national (national record) - OR : Record olympique (olympic record) - PR : Record paralympique (paralympic record) - PB : Record personnel (personal best) - SB : Meilleure performance personnelle de la saison (season's best) - WL : Meilleure performance mondiale de l'année (world leader) - WJR : Record du monde junior (world junior record) - WR : Record du monde (world record) Circonstances et Conditions - DNF : N'a pas terminé (did not finish) - DNS : N'a pas pris le départ (did not start) - DQ : Disqualification (disqualification) - NM : Aucun essai valable enregistré (No Mark) - Q : Qualifié « directement » au prochain tour (ou à la prochaine compétition), lors d'une compétition majeure, grâce au classement ou à la réalisation des minima (automatic qualifier) - q : Qualifié au prochain tour (ou à la prochaine compétition), lors d'une compétition majeure, grâce au repêchage ou à la réalisation de l'une des meilleures performances parmi celles des « non qualifiés directement » (grâce au meilleur temps ou à la meilleure distance par exemple) (secondary qualifier) |                                                                                           |                                                                                              |                                                                                     |

### Femmes
| 100 m (Vent : +0,4 m/s) | Esmeralda García 11 s 67                                                                      | Luisa Ferrer 11 s 74                                                            | Lourdes Valdor 12 s 07               |                                     |
| 200 m (Vent : +1,1 m/s) | Luisa Ferrer 23 s 84                                                                          | Virgínia Gomes 24 s 59                                                          | Adriana Pero 24 s 79                 |                                     |
| 400 m | Ana Fidelia Quirot 52 s 08                                                                    | Gregoria Ferrer 56 s 98                                                         | Seulement deux médailles attribuées  | Seulement deux médailles attribuées |
| 800 m | Nery McKeen 2 min 03 s 07                                                                     | Alejandra Ramos 2 min 03 s 17                                                   | Maite Zúñiga 2 min 05 s 41           |                                     |
| 1 500 m | Aurora Cunha 4 min 15 s 55                                                                    | Alejandra Ramos 4 min 16 s 33                                                   | Gloria Pallé 4 min 17 s 66           |                                     |
| 3 000 m | Aurora Cunha 9 min 14 s 10                                                                    | Pilar Fernández 9 min 26 s 59                                                   | Fabiola Rueda 9 min 27 s 59          |                                     |
| 100 m haies (Vent : +1,7 m/s) | Elida Aveillé 13 s 29                                                                         | Beatriz Capotosto 13 s 52 (AR)                                                  | María José Martínez Guerrero 13 s 93 |                                     |
| 400 m haies | Conceição Geremias 58 s 74                                                                    | Rosa Colorado 59 s 97                                                           | Alma Vázquez 61 s 90                 |                                     |
| 4 × 100 m | Espagne Angela Dominguez Elena Guisasola Teresa Rioné Lourdes Valdor 47 s 26                  | Portugal Ana Oliveira Vera Lisa Conceição Alves Virginia Gomes 49 s 81          | Seulement deux médailles attribuées  | Seulement deux médailles attribuées |
| 4 × 400 m | Cuba Ana Fidelia Quirot Mercedes Ileana Alvarez Neri McKeen Hildelisa Despaigne 3 min 38 s 94 | Espagne Gregoria Ferrer Esther Lahoz Blanca Lacambra Maite Zúñiga 3 min 41 s 30 | Seulement deux médailles attribuées  | Seulement deux médailles attribuées |
| Saut en hauteur | Orlane dos Santos 1,80 m                                                                      | Isabel Mozún 1,75 m                                                             | Victoria Despaigne 1,75 m            |                                     |
| Saut en longueur | Eloína Echevarría 6,49 m                                                                      | Ana Oliveira 6,13 m                                                             | Estrella Roldán 6,02 m               |                                     |
| Lancer du poids | Maritza Martén 14,78 m                                                                        | Marinalva dos Santos 14,74 m                                                    | Adília Silvério 13,34 m              |                                     |
| Lancer du disque | Maritza Martén 58,76 m                                                                        | Odete Domingos 46,98 m                                                          | Ángeles Barreiro 46,74 m             |                                     |
| Lancer du javelot | María Caridad Colón 57,60 m                                                                   | Teresinha Vaz 47,56 m                                                           | Aurora Moreno 44,74 m                |                                     |
| Records et Performances - AR : Record continental (area record) - CR : Record des championnats (championship record) - MR : Record du meeting (meet record) - NR : Record national (national record) - OR : Record olympique (olympic record) - PR : Record paralympique (paralympic record) - PB : Record personnel (personal best) - SB : Meilleure performance personnelle de la saison (season's best) - WL : Meilleure performance mondiale de l'année (world leader) - WJR : Record du monde junior (world junior record) - WR : Record du monde (world record) Circonstances et Conditions - DNF : N'a pas terminé (did not finish) - DNS : N'a pas pris le départ (did not start) - DQ : Disqualification (disqualification) - NM : Aucun essai valable enregistré (No Mark) - Q : Qualifié « directement » au prochain tour (ou à la prochaine compétition), lors d'une compétition majeure, grâce au classement ou à la réalisation des minima (automatic qualifier) - q : Qualifié au prochain tour (ou à la prochaine compétition), lors d'une compétition majeure, grâce au repêchage ou à la réalisation de l'une des meilleures performances parmi celles des « non qualifiés directement » (grâce au meilleur temps ou à la meilleure distance par exemple) (secondary qualifier) |                                                                                               |                                                                                 |                                      |                                     |

## Tableau des médailles
| Rang  | Nation    | Or | Argent | Bronze | Total |
| ----- | --------- | -- | ------ | ------ | ----- |
| 1     | Cuba      | 19 | 4      | 1      | 24    |
| 2     | Espagne   | 9  | 10     | 12     | 31    |
| 3     | Brésil    | 3  | 6      | 5      | 14    |
| 4     | Portugal  | 2  | 12     | 4      | 18    |
| 5     | Colombie  | 2  | 0      | 2      | 4     |
| 6     | Argentine | 1  | 1      | 4      | 6     |
| 7     | Chili     | 0  | 3      | 0      | 3     |
| 8     | Mexique   | 0  | 0      | 2      | 2     |
| 9=    | Guatemala | 0  | 0      | 1      | 1     |
| 9=    | Honduras  | 0  | 0      | 1      | 1     |
| 9=    | Nicaragua | 0  | 0      | 1      | 1     |
| 9=    | Paraguay  | 0  | 0      | 1      | 1     |
| Total | Total     | 37 | 37     | 34     | 108   |